# Cypraea
Pour les articles homonymes, voir Porcelaine (homonymie).
Genre
Cypraea  est un genre de gastéropodes d'aspect lisse et brillant, dont les couleurs éclatantes sont à l’origine de leur popularité. « Porcelaine » est le nom couramment donné aux coquillages de ce groupe.

## Nom

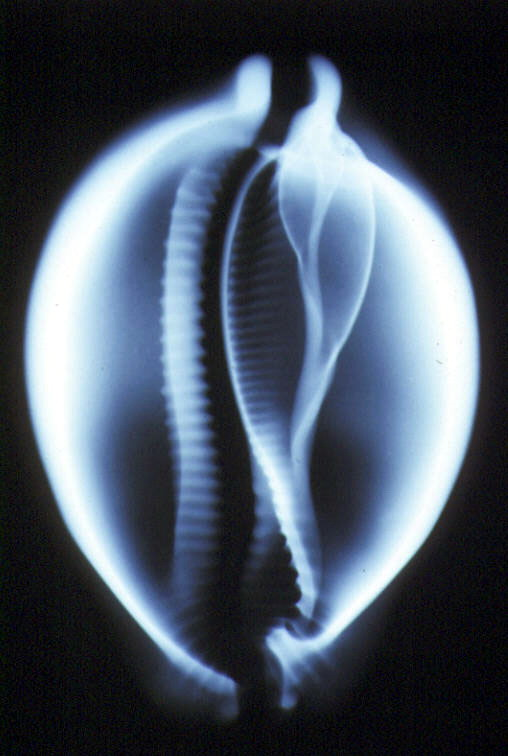
Image radiographique standard de porcelaine, montrant la spirale interne.

Ce coquillage a été appelé porcellena en italien par Marco Polo qui le ramena de Chine, du fait de sa ressemblance avec la vulve de la truie (porcella),. Son nom scientifique Cypraea continue l'allusion, κύπρις (kupris) étant un autre nom de la déesse Aphrodite (Vénus).

## Classification
Plus de 200 espèces distinctes ont été placées dans ce genre, et plusieurs milliers de sous-espèces ou variétés ont été décrites (comme le cauri). Cependant, les classifications modernes ont réparti la plupart de ces espèces dans d'autres genres de la famille des Cypraeidae, comme Erosaria, Monetaria ou Cypraeovula.

## Liste des espèces
| Selon World Register of Marine Species (7 avril 2022) : - Cypraea pantherina Lightfoot, 1786 (Mer Rouge) - Cypraea tigris Linnaeus, 1758 (Indo-Pacifique) - Naria Spurca Linnaeus, 1758 (Mer Méditerranée) | Ancienne classification selon ITIS (7 avril 2014) : - Cypraea albuginosa Gray, 1825 - Cypraea annettae Dall, 1909 - Cypraea arabicula Lamarck, 1811 - Cypraea cervinetta Kiener, 1843 - Cypraea cervus Linnaeus, 1771 - Cypraea cinerea Gmelin, 1791 - Cypraea isabellamexicana Stearns, 1893 - Cypraea moneta Linnaeus, 1758 - Cypraea mus Linnaeus, 1758 - Cypraea nigropunctata Gray, 1828 - Cypraea robertsi Hidalgo, 1906 - Cypraea spadicea Swainson, 1836 - Cypraea spurca Linnaeus, 1758 - Cypraea surinamensis G. Perry, 1811 - Cypraea zebra Linnaeus, 1758 |

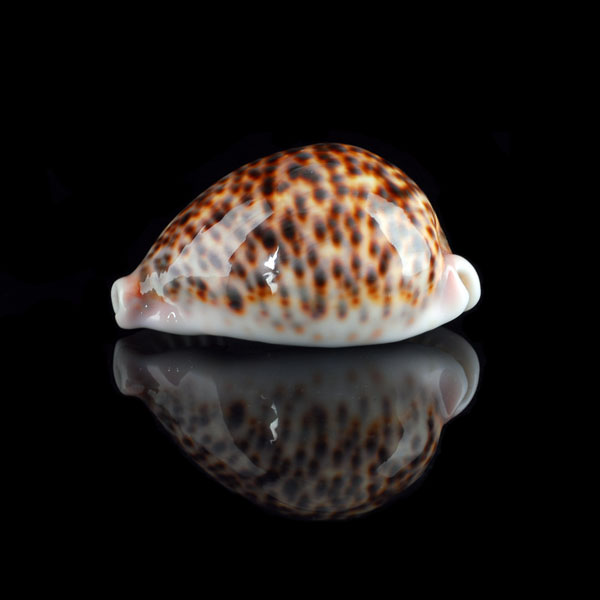
Cypraea pantherina
Cypraea tigris

## Synonymes
Les centaines d'espèces de Cypraeidae ont à l'origine été classées dans ce genre. Nous indiquons ici quelques-uns de ces très nombreux déplacements, sur des espèces connues. 
- Cypraea arabica Linnaeus, 1758 = Mauritia arabica
- Cypraea asellus Linnaeus, 1758 = Palmadusta asellus
- Cypraea broderipii Sowerby, 1832 = Lyncina broderipii
- Cypraea chinensis Gmelin, 1791 = Ovatipsa chinensis
- Cypraea depressa  Gray 1824 = Mauritia depressa
- Cypraea erythraeensis Hedley, 1837 = Bistolida erythraeensis
- Cypraea exusta Sowerby I, 1832 = Talparia exusta
- Cypraea histrio Gmelin, 1791 = Mauritia histrio
- Cypraea ocellata Linnaeus, 1758 = Naria ocellata
- Cypraea spadicea Swainson, 1836 = Neobernaya spadicea
- Cypraea stolida Linnaeus, 1758 = Bistolida stolida
- Cypraea teres Gmelin, 1791 = Blasicrura teres
- Cypraea testudinaria Linnaeus, 1758 = Chelycypraea testudinaria

taxons fossiles
- †Cypraea (Cypraedia) Swainson, 1840, un synonyme de †Cypraedia Swainson, 1840
- †Cypraea (Cyprovula) elegans et †Cypraea elegans G. B. Sowerby I, 1823, des synonymes de †Cypraedia elegans Defrance, 1826